# Landtagswahlkreis Eutin-Nord
Der Landtagswahlkreis Eutin-Nord (Wahlkreis 21) ist ein Landtagswahlkreis in Schleswig-Holstein. Er umfasst vom Kreis Ostholstein die Städte Eutin und Neustadt in Holstein, die Gemeinden Ahrensbök, Malente und Süsel, sowie von Amt Ostholstein-Mitte die Gemeinden Altenkrempe, Schashagen und Sierksdorf und die Gemeinde Bosau, die zum Amt Großer Plöner See gehört.
Zur Landtagswahl 2012 wird der Wahlkreis Eutin-Nord aufgelöst und auf umliegende Wahlkreise, unter anderem auch im Kreis Plön, aufgeteilt.

## Landtagswahl 2009
Wahlberechtigt waren 52.465 Einwohner.
| Direktkandidat             | Partei     | Erststimmen in % | Zweitstimmen in % |
| -------------------------- | ---------- | ---------------- | ----------------- |
| Herlich Marie Todsen-Reese | CDU        | 37,2             | 31,5              |
| Regina Poersch             | SPD        | 30,3             | 26,0              |
| Jens-Uwe Dankert           | FDP        | 12,9             | 17,4              |
| Henning von Schöning       | GRÜNE      | 9,7              | 11,3              |
| -                          | SSW        | -                | 2,2               |
| Mehmet Sebih Dogan         | DIE LINKE. | 4,7              | 5,4               |
| Andreas Reichert           | PIRATEN    | 1,5              | 1,3               |
| -                          | NPD        | -                | 0,8               |
| Malte Tech                 | FW-SH      | 3,1              | 2,4               |
| -                          | RENTNER    | -                | 0,6               |
| -                          | FAMILIE    | -                | 0,9               |
| Klaus Beese                | RRP        | 0,5              | 0,3               |
| -                          | IPD        | -                | 0,0               |